# Herculaneum
Herculaneum var en mindre stad i Romarriket, vid dagens Ercolano i Italien. Staden är mest känd för att den förstördes och begravdes av vulkanen Vesuvius utbrott 24 oktober år 79 e.Kr. tillsammans med flera andra städer, däribland Pompeji, Stabiae och Oplontis. Staden begravdes av 10-20 meter vulkanmaterial som senare packats till tuff. Utgrävningar av området har försvårats av all tuff och av att staden idag till stor del är överbyggd av nya byggnader. 1997 togs arkeologiska områden i Herculaneum upp på Unescos världsarvslista, tillsammans med de i Pompeji och Torre Annunziata.

## Historia
Herculaneum grundades antagligen av förfäder till stammen samniterna från italienska fastlandet i slutet av 500-talet f.Kr. Strax därefter hamnade staden under grekisk kontroll och nyttjades tack vare sin belägenhet nära Neapelbukten som handelspunkt. Det var grekerna som gav staden dess namn.
Enligt en antik mytologisk tradition grundades staden av den grekiska halvguden Herkules.

### Vesuvius utbrott

Herculaneum och andra städer som påverkades av Vesuvius utbrott år 79. Det svarta molnet visar den generella spridningen av aska, lava och slam. Nutida kustlinjer är utritade.

Den 24 oktober 79 e.Kr. begravde vulkanen Vesuvius staden i ett cirka 20 meter djupt lager av lava och slam, liksom flera andra städer i området, däribland Pompeji. Idag ligger städerna Ercolano och Portici på ungefär samma plats som Herculaneum. Staden Ercolano hette ända fram till 1969 Resina, då den bytte namn till Ercolano som är en italiensk modernisering av namnet Herculaneum.
Då Vesuvius hade varit inaktiv i över 800 år ansåg man den inte längre vara en vulkan utan ett vanligt berg, och att det inte var farligt att bo i området. Men den 24 oktober år 79 e.Kr. inträffade Vesuvius utbrott. Baserat på de arkeologiska utgrävningarna och de två brev som Plinius den yngre skickade till den romerska historikern Tacitus kan man rekonstruera eruptionens händelseförlopp.

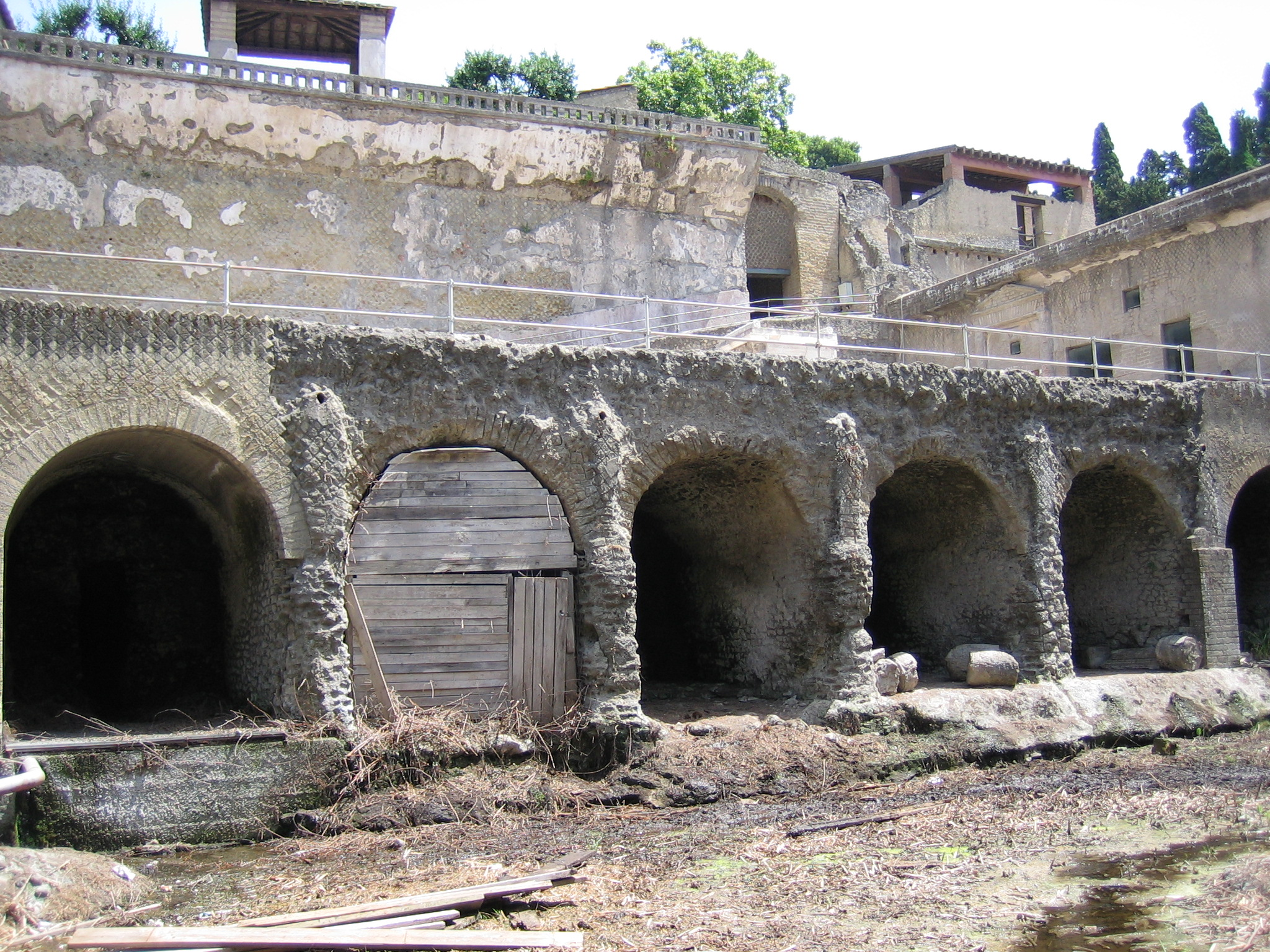
Båthus där skelett hittades.

Man trodde länge att nästan alla invånare i Herculaneum hade lyckats fly och undkomma vulkanutbrottet då bara några få skelett hittades. År 1982, när utgrävningarna nådde båthusen vid strandområdet, visade det sig felaktigt när man hittade 250 skelett tätt ihopkurade i tolv av husen. Man tror att människor gömde sig där för att valven på stranden var så starka.
Människorna blev kvävda av rökmoln av giftig överhettad gasaska. Under natten började fragmenten som kastats upp i stratosfären att falla ner igen. Ett 400-gradigt pyroklastiskt flöde bildades, som närmade sig Herculaneum i över 150 km/h. Vid klockan ett på natten nådde flödet båthusen där de som väntade på räddning omedelbart dödades av hettan. Detta flöde och ytterligare följande flöden fyllde sakta stadens byggnader, som fick lite skada. Därefter regnade det pimpstenar (bergart som ser ut som tvättsvamp ungefär). Detta ledde till att taken rasade in i Pompeji. I Herculaneum klarade sig dock taken. Staden byggdes inte upp igen, eftersom det inte fanns något att bygga på. Man såg även Herculaneum som en gravplats.
Det var tre faktorer som ledde till Herculaneums unika bevarande (av bland annat organiskt material såsom trä, textilier och livsmedel):
1. När vindriktningen ändrades och askan började falla på Herculaneum, var byggnaderna redan fyllda med vulkaniskt fragment som hindrade taken från att kollapsa.
2. Den intensiva hettan som kom med det första pyroklastiska flödet karboniserade ytan på organiska material och extraherade all fukt ur dem.
3. Det djupa och kompakta lagret av tuff skapade ett lufttätt lock över Herculaneum i 1 700 år.

### Återupptäckt och utgrävningar

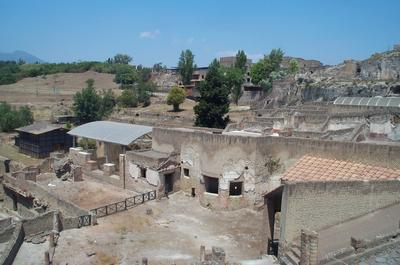
Utgrävningar i Ercolano

Staden låg gömd i mer än 1600 år tills den återupptäcktes av en slump 1709. År 1738 började man att gräva gångar i staden för att komma åt att plundra byggnader. Då hittade man en teater som fick namnet Villa dei Papyri (en enormt lyxig villa). Publiceringen av Le Antichità di Ercolano ("Antikviteterna vid Herculaneum")] under Karl III av Spanien hade en viss inverkan på den begynnande europeiska neoklassicismen.
När Pompeji återupptäcktes avslutades utgrävningarna i Herculaneum, då det var mycket lättare att gräva i Pompeji. Anledningen var att Pompeji endast täcktes av fyra meter vulkaniskt material medan Herculaneum var täckt under 10 - 20 meter material.
Inte förrän på 1900-talet började man åter gräva i Herculaneum. På 1800-talet övergick man till att gräva fram ruinerna. Idag kan man besöka åtta kvarter i staden. Större delen av fynden som har hittats i staden finns i Museo Nazionale i Neapel. Det finna dock mycket kvar att gräva ut.
Herculaneums forum samt de norra delarna av staden ligger idag under Ercolano.

#### Konservering
De arkeologiska fynden har bevarats väl i över 1 600 år, men med utgrävningarna startade även en kvalitetsförsämring.
Man gör fortfarande fynd. Allt som hittas konserveras så att man kan bevara den gamla staden. Vid konserveringen blöter man föremålen och håller dem fuktiga, för varje vecka blöter man mindre och mindre, så att föremålen inte torkar på en gång då de skulle gå sönder. Fortfarande är det bara en bråkdel av Herculaneum som har grävts fram, och man har ingen aning om hur långt det sträcker sig. 
Herculaneums utgrävning gick bra ända tills en enorm koloni duvor flyttade in på arbetsplatsen. Deras guano fräter sönder stadens berömda freskomålerier. För att få bukt med duvorna har man satt in hökar att patrullera området och skrämma bort duvorna för att sedan spärra av med nät för att förhindra att de kommer tillbaka.

## Stadsbild
Man har hittat ett 2 000 år gammalt badhus i staden. Politiker, affärsmän med flera gjorde ofta upp affärer där. Men också vanligt folk fick komma dit. Men hade man någon hudsjukdom eller var missbildad så fick man inte komma förrän på natten. Då var det helt mörkt och vattnet var ofta kallt. Herculaneum var en av de första städerna som ledde vatten. Det bad som man har hittat liknar Sturebadet i Stockholm.

## Levnadssätt
I romerska städer var allmänna toaletter en social plats, där kunde man hålla till en hel dag för att man hoppades på att bli hembjuden till någon. Man brukade äta äpplen, fikon, ostron, druvor, oliver, bröd med mera, men männen skulle äta starka saker, till exempel ostron och peppar. Det har man fått reda på med hjälp av DNA.

## Fotografier

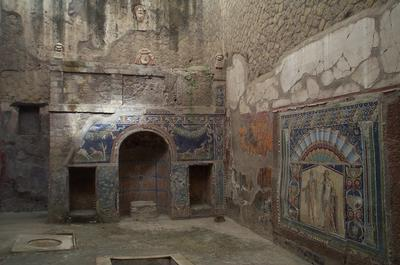
Hus noterbart för sin sommarmatsal med ett färgrikt mosaikdekorerat nymfeum.
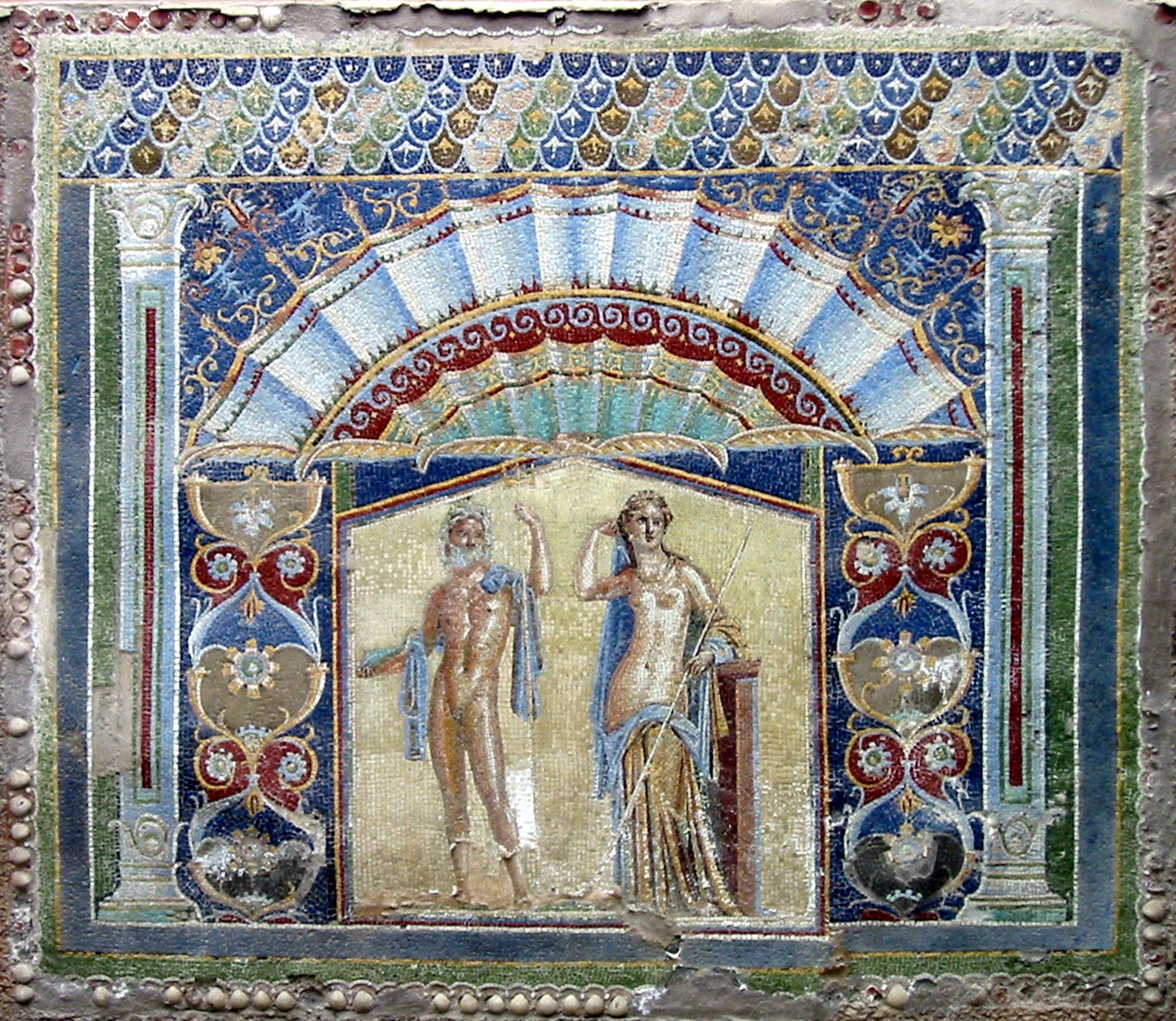
Mosaik föreställande Poseidon och Amfitrite i hus nummer 22 även kallat Poseidon och Amfitritehus.
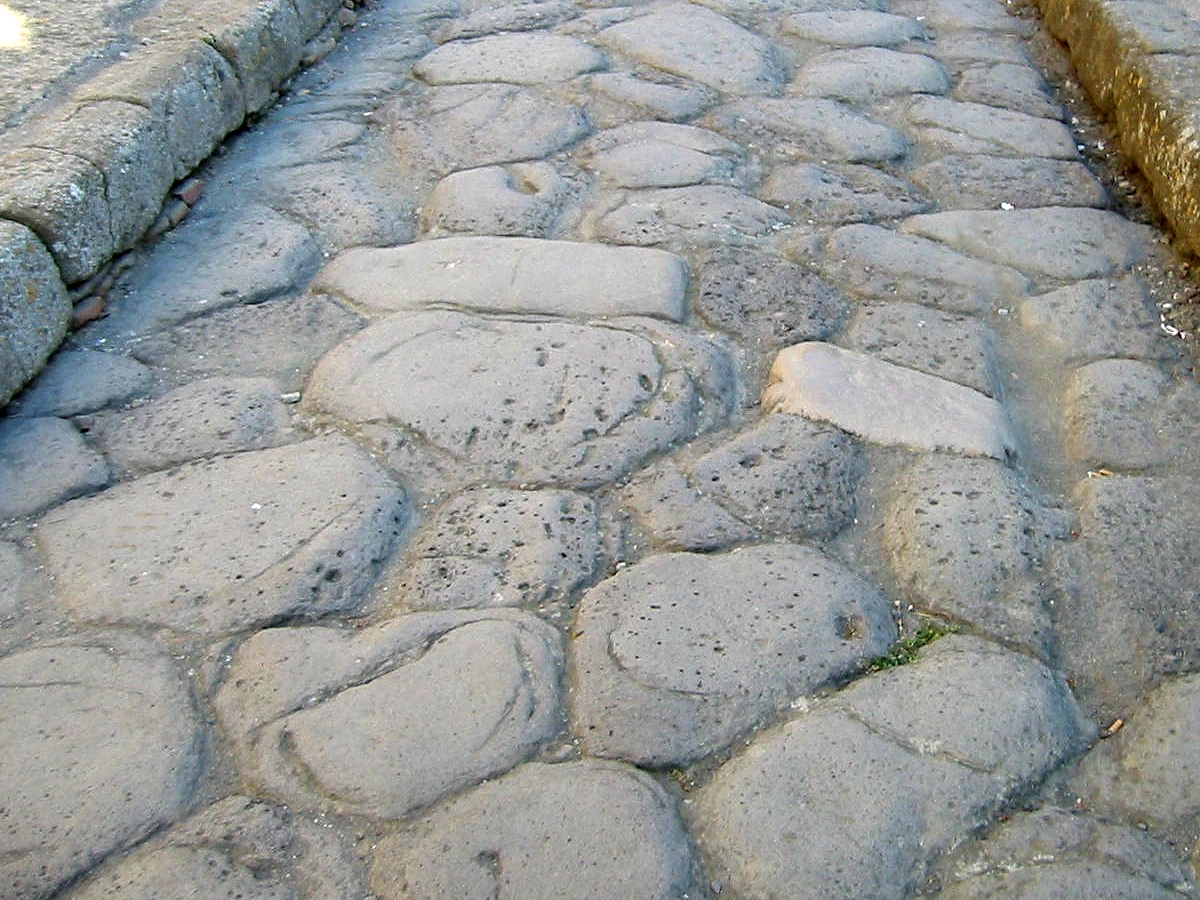
Gatsten i Herculaneum.
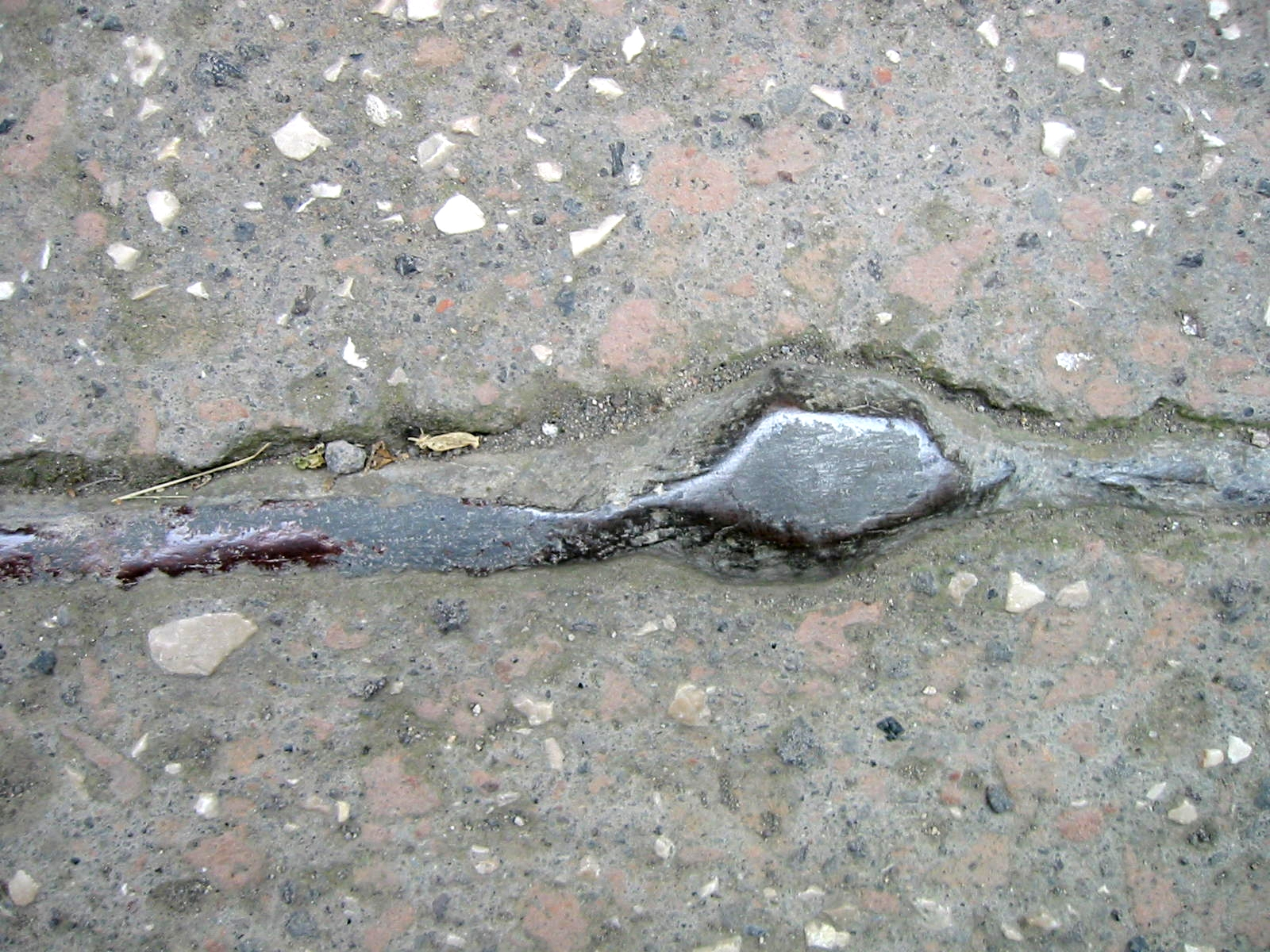
Vattenledning för hushåll gjord i bly.
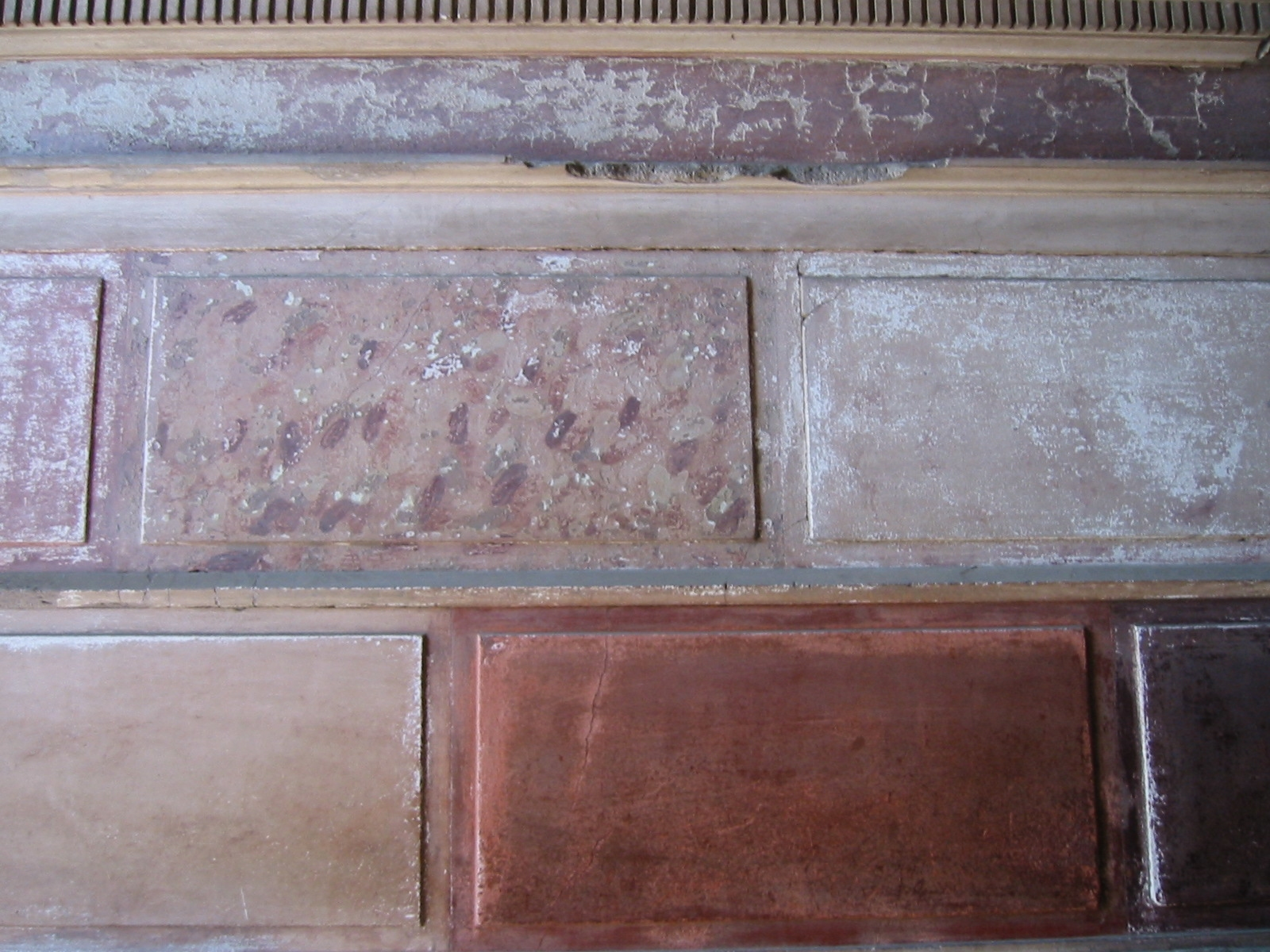
Väggmålningar
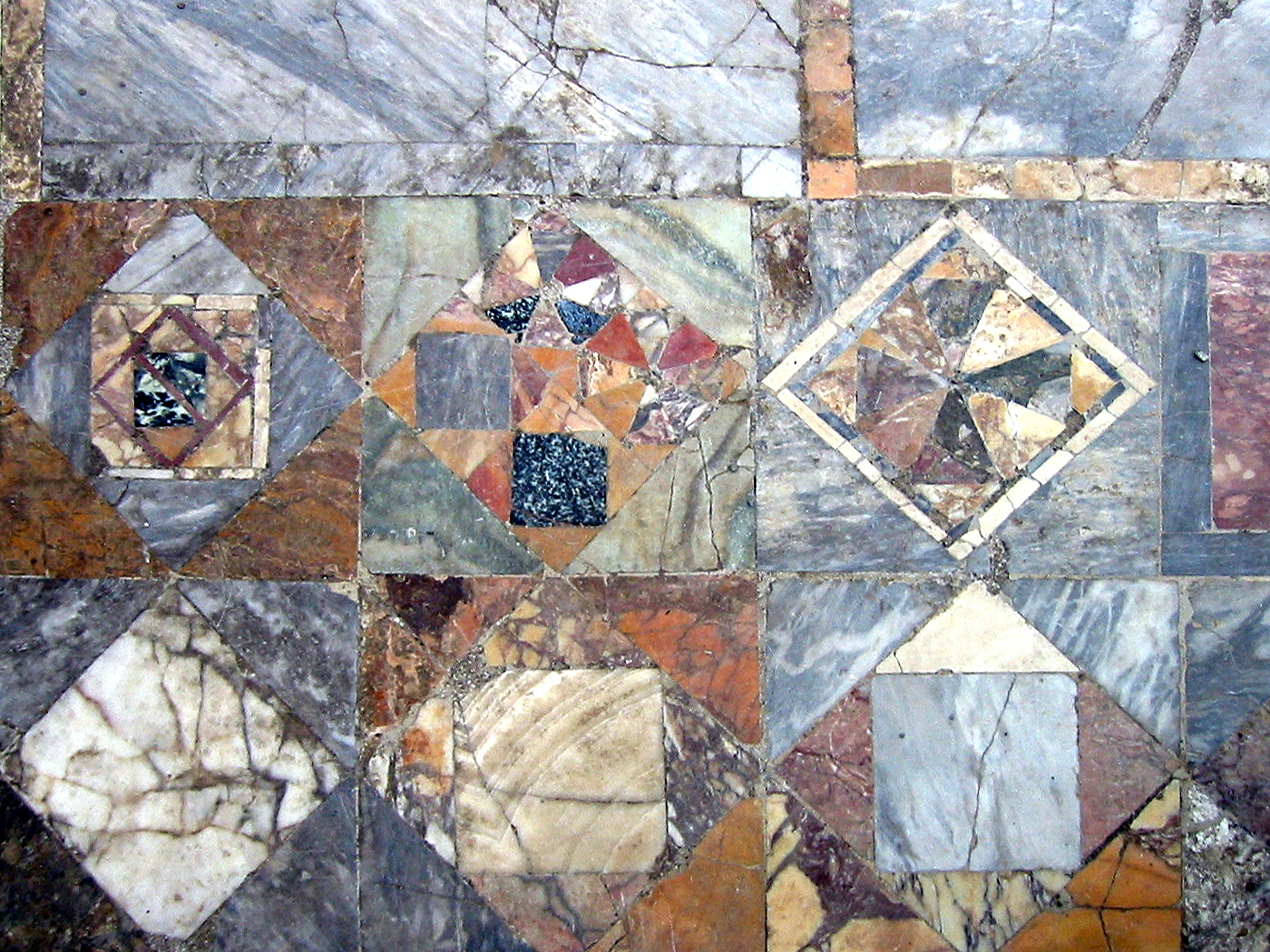
Mosaikmarmorgolv

## Dokumentärer
- Secrets of the Dead: Herculaneum Uncovered en PBS-show som tar upp arkeologiska fynd vid Herculaneum. (engelska)
- Pompeii Live, Channel 5, 28 juni 2006, 20:00, arkeologisk utgrävning live vid Pompeji och Herculaneum (engelska)
- National Geographic-specialen In the Shadow of Vesuvius från 1987, undersökte utgrävningsplatserna Pompeji och Herculaneum, intervjuade arkeologer, och tittade närmare på händelserna som ledde fram till Vesuvius utbrott.
- Ett entimmes långt drama producerat för BBC kallat Pompeii: The Last Day porträtterar flera rollfigurer (med historiskt belagda namn, men med påhittade liv) som bor i Pompeji, Herculaneum och kring Neapelbukten, och deras sista timmar i livet. Dramat inkluderar en valkare och hans fru, två gladiatorer och Plinius den äldre. Det beskriver också fakta om vulkanutbrottet.